# Doué-la-Fontaine
Doué-la-Fontaine är en kommun i departementet Maine-et-Loire i regionen Pays de la Loire i nordvästra Frankrike. Kommunen ligger i kantonen Doué-la-Fontaine som tillhör arrondissementet Saumur. År 2018 hade Doué-la-Fontaine 7 686 invånare.

## Befolkningsutveckling
Antalet invånare i kommunen Doué-la-Fontaine
| Referens: INSEE |